# Nikos Kōstenoglou
Nikolaos Kōstenoglou, detto Nikos (in greco: Νικόλαος "Νίκος" Κωστένογλου; Kavala, 3 ottobre 1970), è un allenatore di calcio ed ex calciatore greco, di ruolo difensore.

## Carriera

### Giocatore
Nel 1988 approda al professionismo entrando nella prima squadra della società greca dello Skoda Xanthi, la denominazione precedente al 1991 era semplicemente Xanthi. Nella stagione 1994-1995 dopo 131 incontri e 2 reti nella squadra di Xanthi si trasferisce all'AEK di Atene. Nella capitale greca vince quattro Coppe greche (nel 1996, 1997, 2000 e 2002) ed una Supercoppa di Grecia, nel 1996. Nel 2005 si ritira dal calcio giocato dopo aver totalizzato 304 presenze e 5 marcature con i giallo-neri.

### Allenatore
Dal 2005 al 2007 allena le giovanili dell'AEK Atene. Nella stagione successiva diviene l'allenatore in seconda di Llorenç Serra Ferrer nella società balcanica. Nel mese di febbraio del 2008 svolge per un breve periodo l'incarico di allenatore, concludendo l'esperienza a giugno. Gli subentra Giōrgos Dōnīs. Il 20 novembre dello stesso anno viene chiamato ad allenare l'Asteras Tripolis fino alla fine della stagione 2008-2009. Tra il 2009 e il 2010 allena il Larissa (venendo sostituito nella stagione seguente da Jørn Andersen) prima di tornare nuovamente sulla panchina dell'AEK Atene il 6 ottobre del 2011, subentrando a Manuel Jiménez Jiménez e firmando un contratto biennale.

## Palmarès

### Giocatore

#### Club

##### Competizioni nazionali
- Coppa di Grecia: 4

AEK Atene: 1995-1996, 1996-1997, 1999-2000, 2001-2002
- Supercoppa di Grecia: 1

AEK Atene: 1996